# У попелі Вавилону
У попелі Вавилону (Babylon's Ashes) — науково-фантастичний роман Джеймса С. А. Корі (псевдонім Деніела Абрагама і Тая Франка) 2015 року. Розповідається про конфлікт у Сонячній системі та за її межами, в який залучені Земля, Марс, Пояс астероїдів і зовнішні планети, а також потужний позаземний біологічний зонд фон Неймана.
Шоста книга в серії «The Expanse», слугує основою для частини телесеріалу «Простір». Nemesis Games отримали позитивні відгуки. Роман називають «Зоряні війни: Імперія завдає удару у відповідь Імперія завдає удару у відповідь » Корі.

## Зміст
Минуло три місяці з моменту нападу Вільного флоту на Сонячну систему. Флот посилює владу в Поясі, викрадає ресурси з кораблів колоній, що прямують до Кільця, перериває контакт між станцією «Медіна» та колоніями та продовжує запускати астероїди на Землю. Вільний флот встановлює рейкотрони навколо станції «Медіна» (яка не працює після подій воріт Абаддона), щоб запобігти проходженню ворожих кораблів через підконтрольну територію. Тим часом марсіанська фракція Вінстона Дуарте поселяється в системі Лаконії через Ворота та працює з невідомою метою. Причина зникнення деяких кораблів, які проходили через Кільцеві ворота, залишається невідомою.
Марко Інарос скликає зустріч найближчого оточення, включно з Мічіо Па, Андерсоном Доусом та іншими, і викладає план щодо майбутнього Сонячної системи. В цьому плані людство існує абсолютно незалежно від Землі. На Місяці Джеймс Голден зустрічається з виконувачем обов'язків секретаря ООН Крісджен Авасаралою, яка повідомляє — Земля ідентифікувала «Лазуровий Дракон», корабель Вільного флоту, який координує метеоритні атаки. Голдена та його команду (включно з Клариссою Мао, яку Амос врятував із Землі під час атаки) відправляють на місію «Росінантом», щоб вивести з ладу «Лазурового Дракона». Боббі Дрейпер відправляють командиром місії. Їм це вдається, і команда повертає екіпаж «Лазурового Дракона» в'язнями назад на Місяць.
Оскільки безпосередню загрозу нових ударів астероїдами усунуто, Авасарала планує розпочати великий наступ, щоб відбити Цереру у Вільного флоту. Однак Марко Інарос стратегічно евакуює станцію після того, як позбавляє її ресурсів, залишивши прибулий земний і марсіанський флоти відповідальними за виживання мільйонів жителів, які залишилися з нічим. Втомлена його тактикою, Мічіо Па, яка очолила піратський флот, зацмаючись крадіжками з кораблів колоній, зраджує Марко. Вона використовує свій невеликий флот кораблів, щоб продовжити початкову місію перерозподілу піратських запасів колоніям поясу, які потребують. Марко відповідає на зраду знищенням деяких її кораблів.
Фред Джонсон вирішує скликати зустріч з усіма фракціями OPA, які не приєдналися до Вільного флоту. Екіпаж «Росінанта» переправляє Фреда до «Тіхо», але потрапляє в засідку кораблів Вільного флоту під проводом Марко. Незважаючи на те, що їм вдалося відігнати сили Марко, у Фреда стався інсульт під час маневрів із високим тиском і він помер.
Голден очолює нараду з фракціями OPA після смерті Фреда та переконує керівників Землі, Марса та OPA сформувати об'єднаний флот для боротьби з Вільним флотом. Консолідований флот розробляє план повернення станції «Медіна», яка вважається найбільш стратегічно важливим військовим об'єктом, оскільки контролює доступ до мережі Кільця. Консолідовані флоти, включно з піратським Мічіо Па, почнуть масштабний військовий наступ по всій Сонячній системі на Вільний флот. Відволікаючі маневри дозволить «Росінанту» супроводжувати тисячі маленьких безпілотних кораблів до Кільця, переважаючи рейкотрони, встановлені в Повільній зоні. Коли «Росінант» отримає контроль над рейкотронами, друга хвиля кораблів повертає «Медіну».
Наступ відволікає Вільний флот — як і було заплановано — хоча консолідовані флоти зазнають великих втрат, а флотилія Мічіо Па понівечена. Незважаючи на те, що «Росінант» досягає Кільця, війська, які захоплюють рейкотрони, очолювані Боббі, здивовані присутністю морських піхотинців Дуарте, які захищають позиції. Не маючи змоги взяти їх під контроль, Боббі віддає наказ знищити гармати, руйнуючи ядерний реактор, який їх живить. Станція «Медіна» капітулює «Росінанту», але без гармат вона повністю незахищена від контратаки Вільного флоту. Марко Інарос наказує решті Вільного флоту вирушити до станції «Медіна» при переслідуванні, сподіваючись відвоювати станцію та завдати сильного удару консолідованому флоту. Філіп Інарос після кількох конфліктів зі своїм батьком вирішує покинути його та залишитися на Каллісто, змінивши прізвище на матері — Нагата.
Наомі аналізує дані про зникаючі колоніальні кораблі та з'ясовує обставини, за яких судна зникають під час проходження крізь ворота Кільця. Виявляється — коли досягнуто певного порогу маси, що проходить через ворота, і корабель проходить крізь нього в швидкому часі після цього, він зникне. У відчайдушній останній спробі зупинити Вільний флот від повернення станції, Коаліція посилає велику кількість маси через Кільце, розраховуючи — що кораблі Марко зникнуть після входу в Кільце. Марко та решта Вільного флоту зникають з невідомою долею.
Через півроку керівники урядів Сонячної системи зустрілися, щоб визначити, як відновити її після війни з Вільним флотом. Ворота Лаконії були заблоковані Землею — але поки що Дуарте не намагався покинути систему. Голден пропонує створити транспортний союз поясників, щоб керувати потоком ресурсів із колоній назад у Сонячну систему для відновлення інфраструктури. Хоча Авасарала намагається призначити Голдена головою цієї організації, він відмовляється, призначаючи натомість Мічіо Па. Голден і екіпаж «Росінанта», тепер назавжди включно з Боббі та Клариссою, натомість забезпечуватимуть організацію позаштатною роботою, так само як і раніше.
Коли Вільний флот зникає з горизонту, ворота до зірок знову відкриються.